# Brațul Măcin
Brațul Măcin este unul din cele 3 brațe (Brațul Cremenea sau Dunărea Nouă – brațul navigabil din vest, Brațul Vâlciu – în mijloc și Brațul Măcin sau Dunărea veche –în est) în care se desparte fluviul Dunărea la intrarea în județul Brăila.
Acest braț limitează județul Brăila spre județele Tulcea și Constanța, iar împreună cu Brațul Vâlciu delimitează Insula Mare a Brăilei.